# Vlagyimir Konsztantyinovics Bukovszkij
Vlagyimir Konsztantyinovics Bukovszkij (oroszul: Владимир Константинович Буковский; Belebej, 1942. december 30. – Cambridge, 2019. október 27.) az egyik legismertebb egykori szovjet emigráns, emberjogi aktivista, aki éveket töltött a rendszer börtöneiben, munkatáboraiban és rabkórházaiban. Angliában élő, ellenzéki nézeteiről ismert orosz politikus.

## Életútja

### A szovjet korszak idején
A háború idején a családot Baskíriába evakuálták. Miután a fővárosba visszatértek, Vlagyimir Bukovszkij Moszkvában tanult, de 17 évesen részt vett egy tiltott kiadvány készítésében, kicsapták és esti tagozaton fejezte be a középiskolát. Már a Moszkvai Állami Egyetem biológia karának hallgatója volt, amikor egy házkutatáson megtalálták a Komszomol demokratizálásáról írott dolgozatát, ezért 1961 végén kizárták az egyetemről. Ezután fél évig egy szibériai geológiai expedíció tagjaként dolgozott.
1963 májusában tartóztatták le először tiltott irodalom terjesztéséért. Kényszer-gyógykezelésre ítélték, később 1966-ban egy tüntetés szervezésében való részvételért ugyanezzel büntették, fél évvel később szabadult. Harmadszorra, miután letartóztatott értelmiségiek védelmében készült tüntetést szervezni, már három év munkatáborban letöltendő büntetésre ítélték. Miután 1970 elején visszatérhetett Moszkvába, külföldi újságírók előtt nyilvánosan, nyugati orvosoknak írt nyílt levélben először fedte fel és bizonyította dokumentumokkal a szovjet politikai foglyok pszichiátriai kényszerkezelését.
1971 márciusában negyedszer is letartóztatták, szovjetellenes propaganda folytatása vádjával 7 év elzárásra és 5 száműzetésre ítélték. Büntetését Vlagyimir város börtönében és Perm környéki munkatáborokban töltötte, fogva tartása ellen több oroszországi jogvédő csoport tiltakozott. 1976-ban megfosztották szovjet állampolgárságától és egy fogolycsere-egyezmény keretében kicserélték Luis Corvalánra, a Chilei Kommunista Párt bebörtönzött főtitkárára.

### Külföldön
Nem sokkal nyugatra érkezése után a Fehér Házban fogadta őt Jimmy Carter, az USA elnöke. Az angliai Cambridge-ben telepedett le, neurofiziológia szakon elvégezte az ottani egyetemet, kutatóként dolgozott, később az egyetem tanára lett. Külföldön sem hagyott fel a politikai tevékenységgel, korábbi oroszországi sorstársaival együtt kommunistaellenes szervezetet hozott létre, melynek elnöke lett. 1984-ben Konrad Adenauer-díjjal tüntették ki.

### A Szovjetunió felbomlása után
1991 tavaszán látogatott először Oroszországba, Borisz Jelcin utasítására visszanyerte állampolgárságát. A következő évben tanúként hallgatták meg a szovjet kommunista párt ellen indított perben. Ennek előkészítéseként engedélyt kapott korábbi titkos archívumok kutatására, és az anyag egy jelentékeny részének másolatát később, 1995-ben magával vitte, amikor elhagyta az országot. Előzőleg még részt vett a Jelcin elnökségét támogató kampányban az 1993-as népszavazáson.

### Az új század elején
Vlagyimir Putyin orosz elnök politikájának kemény bírálója. 2004-ben egyik alapítója volt a következő elnökválasztásra készülődő 2008: Szabad Választás bizottságnak, melynek tagja többek között Garri Kaszparov exsakkvilágbajnok. 2007 májusában ellenzéki beállítottságú értelmiségiek egy csoportja felkérte, hogy induljon a 2008 márciusi elnökválasztáson. Jelölésének azonban jogi akadályai voltak, mivel kettős állampolgár és a korábbi években tartósan külföldön élt. Bukovszkij kijelentette, ha ő nem indulhat, akkor a szintén következetes ellenzékinek ismert Garri Kaszparovot fogja támogatni az elnökválasztáson.
Vlagyimir Bukovszkij Magyarországon is többször megfordult: 2003-ban Budapesten felszólalt a Terror Háza előtt tartott nagygyűlésen, 2007 októberében részt vett a Konrad Adenauer-alapítvány és a XX. Század Intézet által szervezett konferencián, a Magyar Televízió politikai műsorában nyilvánosan bírálta az akkori oroszországi állapotokat. A politikus visszaemlékezéseiről szóló könyve (To Build a Castle: My Life as a Dissenter) magyar fordításban … és feltámad a szél címmel jelent meg 1991-ben.
2011. április 29-én a köztársasági elnök, a miniszterelnök előterjesztésére, Vlagyimir Bukovszkijnak „a kétpólusú világrend megbontásáért és a demokrácia előmozdításáért, valamint Magyarország szabadságának kivívásért tett erőfeszítéseiért” a Magyar Köztársasági Érdemrend középkeresztje kitüntetést adományozta. A kitüntetést Bukovszkij az Országházban személyesen vette át.
2013. december másodikán Petőfi-díjat kapott.

### Gyermekpornográfia
2016 és 2018 között az Egyesült Királyságban gyermekpornográfia birtoklásával és előállításával vádolták. Rossz egészségi állapota miatt ejtették a vádat.

## Halála
Betegeskedés után szívinfarktusban halt meg 2019 október 27-én Cambridge-ban, Cambridgeshire.

## Magyarul megjelent művei
- "...és feltámad a szél"; ford. Ganczer Sándorné, Ganczer Sándor; Katalizátor Iroda, Bp., 1991
- A moszkvai per; ford. Kállai Tibor, Gerencsér Zsigmond; XX. Század Intézet, Bp., 2009